# 考察站冰原島峰
64°23′S 57°3′W / 64.383°S 57.050°W
考察站冰原島峰（瑞典語：Station Nunatak），是南極洲的冰原島峰，位於葛拉漢地的斯諾希爾島北岸，處於該島東端西南面8公里，海拔高度150米，在1902年由瑞典探險隊測量，現時由南極條約體系管理。